# Roudnik (Skopje)
Roudnik ou Rudnik (en macédonien Рудник, en albanais Rudniku) est un village situé à Saraï, une des dix municipalités spéciales qui constituent la ville de Skopje, capitale de la Macédoine du Nord. Le village ne comptait aucun habitant à l'année en 2002. Il se trouve un kilomètre de la frontière du Kosovo. Il est construit dans la vallée du Vardar et il touche presque Radoucha, un autre village plus grand. Рудник signifie « mine » en macédonien, et le village est en effet installé près d'un puits d'extraction, situé de l'autre côté de la frontière kosovare.